# Trevor Bauer
Trevor Andrew Bauer (North Hollywood, 17 januari 1991) is een Amerikaans professioneel honkbalspeler voor de Diablos Rojos del México, die uitkomen in de Mexican League. Bauer speelt als werper. Eerder kwam hij in de Major League Baseball uit voor Arizona Diamondbacks, Cleveland Indians, Cincinnati Reds en Los Angeles Dodgers, en in de Nippon Professional Baseball voor de Yokohama DeNA BayStars.
In 2010 bereikte Bauer met de UCLA Bruins de College World Series. In 2011 won hij de Golden Spikes Award en werd hij verkozen tot National Pitcher of the Year. In 2020 won hij zijn eerste Cy Young Award.

## Amateur carrière
Trevor Bauer speelde van 2009 tot en met 2011 drie seizoenen voor de UCLA Bruins. Hij speelde deze drie seizoenen samen met toekomstig MLB speler Gerrit Cole. In zijn drie seizoenen bij de Bruins speelde hij in 54 wedstrijden en behaalde hij een ERA van 2.37 in 372,4 innings. Hij gooide 460 strikeouts en stond 104 maal vier wijd toe. In 2010 haalde hij met de UCLA Bruins de College World Series. In de finaleronde verloren de Bruins en Bauer van South Carolina. Bauer werd verkozen tot het All-College World Series Team.

## Professionele carrière

### Draft & Minor League
Bauer werd in de Major League Baseball-draft van 2011 als derde overall gekozen door de Arizona Diamondbacks. Zijn teamgenoot Gerrit Cole werd als eerste gekozen. Hij tekende een contract bij de Diamondbacks met een waarde van $4.45 miljoen, inclusief een tekenbonus van $3.4 miljoen. Bij het bereiken van de MLB aan het begin van seizoen 2012 zou de totale waarde van het contract oplopen tot $6.95 miljoen.

### Arizona Diamondbacks (2012)
Op 28 juni 2012 maakte Bauer zijn debuut in de MLB in een wedstrijd tegen de Atlanta Braves. Hij speelde uiteindelijk vier wedstrijden in de MLB voor de Diamondbacks.

### Cleveland Indians (2013-2019)
Op 11 december 2012 werd Bauer getransfereerd naar de Cleveland Indians, in een transfer waarbij negen spelers van team wisselden tussen de Cincinnati Reds, Cleveland Indians en Arizona Diamondbacks.

### Cincinnati Reds (2019-2020)
Op 31 juli 2019 namen de Reds Bauer over van de Indians, in een deal waar wederom drie teams betrokken waren. Aan het begin van het seizoen 2020 tekende Bauer een contract voor één jaar bij de Reds, met een waarde van $17.5 miljoen. Aan het einde van het seizoen sloeg hij een aanbod van de Reds, met een waarde van $18.9 miljoen voor het seizoen 2021, af. Hierdoor werd hij een free agent.

### Los Angeles Dodgers (2021)
Op 5 februari 2021 tekende Bauer een driejarig contract bij de Dodgers, met een waarde van $102 miljoen. Hij speelde in 2021 in 17 wedstrijden voor de Dodgers, tot hij op 29 juni 2021 door een vrouw werd beschuldigd van mishandeling en aanranding. Hierop werd Bauer door de MLB geschorst, terwijl de MLB onderzoek deed naar de beschuldigingen. Op vrijdag 29 april 2022 werd Bauer voor 324 wedstrijden geschorst, twee volledige seizoenen. Later werd deze schorsing teruggebracht naar 194 wedstrijden. Bauer werd uiteindelijk door vier verschillende vrouwen beschuldigd van seksueel grensoverschrijdend gedrag. Op het moment dat zijn schorsing werd teruggebracht naar 194 wedstrijden had hij de schorsing uitgezet. Hierop besloten de Dodgers Bauer niet te behouden, waardoor hij op 12 januari 2023 een free agent werd.
Bauer trof in oktober 2023 een schikking met de eerste vrouw die hem beschuldigde, zonder de vrouw daarbij een bedrag te betalen. Hij had de vrouw in april 2022 aangeklaagd voor laster en smaad, waarop de vrouw hem aanklaagde voor seksuele geweldpleging. Bauer is nooit door een rechtbank schuldig bevonden. In augustus 2021 weigerde de rechtbank om een omgangsverbod op te leggen, en ook de openbaar aanklager besloot Bauer niet te vervolgen.
Omdat hij, door de verkorting van zijn schorsing, in 2023 weer in actie had mogen komen voor de Dodgers, moeten de Dodgers het resterende salaris voor dat seizoen betalen. Hierdoor ontving Bauer $22,5 miljoen salaris van de Dodgers in 2023, terwijl hij in Japan speelde voor de Yokohama DeNA BayStars.

### Yokohama DeNA BayStars
Op 13 mei 2023 tekende Bauer een eenjarig contract bij de Yokohama DeNA BayStars, die uitkomen in Nippon Professional Baseball.